# 梦境 (电影)
《梦境》是2024年上映的韓國科幻片，由《晚秋》的導演金泰勇擔任編劇和執導，湯唯、朴寶劍、裴秀智、鄭有美和崔宇植主演。電影講述未來人類將研發出「Wonderland」虛擬世界，讓人們能與思念的人重逢。2024年6月5日在韩国上映。

## 演員陣容
- 湯唯 饰演 白李

考古学家，为了向年幼的女儿隐瞒自己的死亡而使用“Wonderland”服务，努力成为一个像朋友一样的母亲。
- 裴秀智 饰演 具正仁

她在“Wonderland”服务中将陷入昏迷状态的男友复原。
- 朴寶劍 饰演 朴泰柱

正仁的男友，曾经是一个健康、充满活力的空服員，因事故陷入昏迷状态。
- 鄭有美 饰演 徐海利

“Wonderland”的首席策划人与象征性人物，她从小利用人工智能与父母交流，对人工智能有着与众不同的理解和热爱。
- 崔宇植 饰演 金贤秀

“Wonderland”的新人策划人，他接受委托后偶然在“Wonderland”服务中知道了家人的秘密。
- 鮑起靜 饰演 花兰

白李的母亲，代替白李照顾年幼的外孙女。
- 崔武成 饰演 李勇識

利用“Wonderland”服务设计自己死后人生的中年男子。
- 成炳淑 饰演 宋正兰

因事故突然失去孙子的奶奶，想通过“Wonderland”服务给予孙子毫不吝啬的支持。
- 陳俊翔 饰演 崔珍九

在奶奶正兰无条件的爱护和绝对的支持下，梦想成为演员的留学生。
- 姜爱心 饰演 海利的母亲
- 朴喜本 饰演 Stella
- 阿努帕姆·特里帕蒂 饰演 夏南
- 達西·帕奎特（英语：Darcy Paquet） 饰演 Danny
- 宋德浩 饰演 勇植的儿子
- 张星允 饰演 勇植的女儿
- 朴延宇 饰演 机场男职员
- 閔智雅 饰演 泰柱的主治医生
- 朴美贤 饰演 贤美
- 曹熙奉 饰演 泰柱的前辈
- 全秀智 饰演 正仁的同事
- 全云钟 饰演 机内先任事务长
- 韩司明 饰演 公寓里的警察
- 金俊经 饰演 地铁里的男子
- 金采恩 饰演 地铁里的女子
- 孔劉 饰演 盛駿（特別出演）

在“Wonderland”服务中观察白李的感情变化并与策划者们沟通的AI管理者。
- 李臬 饰演 海利的父亲（特别出演）[12]

海利利用“Wonderland”服务生成的AI父亲，喜欢诗歌，也好奇女儿的恋爱史。
- 金成鈴 饰演 吉顺（特别出演）[12]

贤秀的母亲，环游世界潇洒地过着自己喜欢的人生。

## 製作

### 選角
2019年6月，據報導裴秀智將出演由金泰勇執導的新作《Wonderland》。7月，據報導崔宇植收到出演提案正在商討中。8月，據報導湯唯將出演電影。9月，據報導朴寶劍收到出演提案。11月，據報導鄭有美加入演員陣容。2020年3月，據報導孔劉將飾演湯唯的角色的丈夫。

### 拍攝
主體拍攝於2020年3月在坡州市和全州市的攝影棚開始進行，並於9月底殺青。湯唯出演的分量預計於2021年1月拍攝。

### 损益平衡点
片方透露该片损益平衡点约为290万观影人次。

## 發行
該片原計劃2021年下半年在韓國上映，韩国媒体曾报道Netflix以该片制作费用30%的价格获得海外发行权，预计在韩国与中国大陆外的国家与地区上線公開。2024年4月23日发布首组剧照和预告片，宣布定于6月5日在韩国上映；同年6月27日起提供IPTV和VOD家庭点播服务，7月26日由Netflix在韩国以外的国家和地区上线播出，韩国则于8月15日上线。

## 反响

### 评价
影片在韩国上映后，媒体给予的评价好坏参半，导演金泰勇细腻的执导调度和演员们的出色表演获得好评，但媒体亦指出该片在故事构成和角色设计上存在诸多漏洞而让人感到遗憾，各个故事线篇幅的分配不匀导致部分角色和感情线得不到充分说明从而令观众难以理解。

### 票房
在韩国上映首日以8万余名观影人次的票房成绩击败《疯狂的麦克斯：狂暴女神》夺得单日票房冠军；首周末以接近24万观影人次的票房成绩夺得周末票房冠军，累计观影人次接近47万。上映后连续7日蝉联单日票房榜冠军，《头脑特工队2》《驾驶》于6月12日在韩国上映，《梦境》在单日票房榜跌至第3名。截至6月27日提供VOD服务，累计观影人次为62万名。
| 上一届： 《疯狂的麦克斯：狂暴女神》 | 2024年韓國週末票房冠軍 第23週 | 下一届： 《头脑特工队2》 |

## 獎項榮譽
| 年份 | 颁奖礼                     | 奖项       | 入围者                   | 结果 | 参考   |
| ---- | -------------------------- | ---------- | ------------------------ | ---- | ------ |
| 2024 | 第33屆釜日電影獎           | 最佳配樂   | 方俊錫、Dalpalan、金成洙 | 提名 |        |
| 2024 | 第45屆青龍電影獎           | 最佳導演   | 金泰勇                   | 提名 |        |
| 2024 | 第45屆青龍電影獎           | 最佳女主角 | 湯唯                     | 提名 |        |
| 2024 | 第45屆青龍電影獎           | 最佳美術   | 徐成京                   | 提名 |        |
| 2024 | 第45屆青龍電影獎           | 最佳技術   | 朴秉周（VFX）            | 提名 |        |
| 2024 | 第11届韩国电影制作人协会奖 | 最佳美术   | 徐成京                   | 獲獎 |        |
| 2025 | 第61屆百想藝術大獎         | 最佳艺术   | 朴秉周（VFX）            | 待定 | [ 40 ] |

## 外部連結
- NAVER上《梦境》的資料
- Daum上《梦境》的资料
- 韩国电影数据库（KMDb）上《梦境》的資料
- 互联网电影数据库（IMDb）上《梦境》的资料（英文）
- 豆瓣电影上《梦境》的資料 （简体中文）
- Movist - Wonderland （页面存档备份，存于）